# Турма
Турма је била основна коњичка јединица у војсци Римске Републике и Принципата почев од 3. века п. н. е. У Византији, турме су биле мање војно-териториторијалне јединице у доба тематског система (610—1081).

## Рим
Римска коњица била је по броју и квалитету једна од најслабијих у старом веку. При крају 6. века п. н. е. Рим је, поред 84 центурије пешака, имао свега 6 центурија коњаника. Легија је имала 4.200 пешака, али само 300 коњаника. Касније се број коњичких центурија попео на 18. Коњаници су били наоружани копљем, а заштићени шлемом, кожним оклопом и штитом. У доба манипуларне фаланге (3. век п.н.е) коњица је формирана у турме (30 коњаника) од по 3 декурије. Коњица свих легија постројавала се на крилима фаланге (турме су образовале поредак обично у 5 врста) и штитила јој крила и бокове, али је употребљавана и за удар против непријатељеве коњице и у бок фаланге. Врло често су коњаници сјахивали за борбу пешке, па пошто би постигли успех, појахали би и даље се борили на коњима. Тада се у Риму ствара посебна каста витезова (лат. equites), који су, као богати људи, служили у коњици. Командант римске коњице (лат. magister equitum) био је у доба диктатуре први помоћник и заменик диктатора; коњицом легије командовали су префекти и трибуни.

## Византија
У доба тематског система (610-1081) у Византији, турме су биле мање војно-териториторијалне јединице подређене темама: свака тема састојала се од по неколико турми. Тако је тема Тракесијанаца у југозападној Малој Азији првобитно била турма теме Анатолика.